# Vratnik
Vratnik (698 m n.p.m.) – przełęcz w Welebicie. Łączy Žutą Lokvę z lickiej i Senj z adriatyckiej strony.